# Seehof (Memmelsdorf)
Seehof ist ein Gemeindeteil der Gemeinde Memmelsdorf im oberfränkischen Landkreis Bamberg in Bayern. Der Gemeindeteil mit der topografischen Angabe Schloss besteht ausschließlich aus dem Schloss Seehof.
In den Daten der Volkszählung 1950 wird der Ort als „Weiler mit Schloß“ kategorisiert, der 36 Einwohner in drei Wohngebäuden hat, 1961 war die Bezeichnung „Weiler“ und es wurden 34 Einwohner in drei Wohngebäuden festgestellt. Bei der Zählung 1970 wurde der Ort als „Einöde“ mit 13 Einwohnern erfasst. und 1987 wurden für das „Schloß“ keine Einwohner festgestellt.